# قرية جلاجل التراثية
تقع قرية جلاجل التراثية في بلدة جلاجل في اتجاه الشمال لروضة سدير وتبعد عن طريق الملك عبد العزيز الرابط بين روضة سدير والمجمعة 400 م.

## الخلفية التاريخية
تعتبر قرية جلاجل التراثية بلدة قديمة يرجع اسمها إلى جلجلة خرير الماء وهو تحرك الماء بين الصخور، وقد ذكرها ياقوت الحموي في معجم البلدان وقال «أنها ماء ينزله العرب صيفاً كعادتهم»، وقد كان جلاجل في القرن الحادي عشر و الثاني عشر أقوى بلاد سدير وقد ذكرها عبد الله بن خميس معجم اليمامة وقال: «أن جلاجل بوضعها الحالي أنشأت عام 700 هجرية»، كما قد ورد ذكرها في شعر لذي الرمة (77-117هـ) وقد ذكرها الأصفهاني عندما تحدث عن ديار بني أسيد وهو من علماء القرن الثالث الهجري.

## مكونات الموقع
بلدة تراثية مكونة من مجموعة من المباني التقليدية المبنية من الحجارة والطين وقد تهدم الكثير من المباني بلدة قرية جلاجل ولم يتبقى من مبانيها إلا أطلال لبعض المباني.

### أهم خصائص العمارة المميزة لمباني البلدة
- أساسات من الحجر.
- اسقف المنازل خشبية مصنوعة من خشب الأثل المغطى بسعف النخيل وطبقة من خليط الطين والتبن.
- الحوائط مبنية في صورة مداميك عرضية من الحجر والطين.
- المباني مغطاة بطبقة لياسة خارجية من خليط الطين والتبن.
- فتحات الشبابيك مستطيلة الشكل وتوجد فتحات مثلثة الشكل (الفرجات).
- توجد فتحات الاسبواب الرئيسية للمباني دون أبواب.
- تنوع ارتفاع المباني بين طابق واحد وطابقين وثلاث اطباق بارتفاع تقريبي يبدأ من ثلاثة أمتار ونصف إلى عسرة أمتار شامل ارتفاع الدروة.
- وسيلة الاتصال الرئسية في المباني ذات الطابقين عبارة عن درج من الحجر مدعم بالخشب.

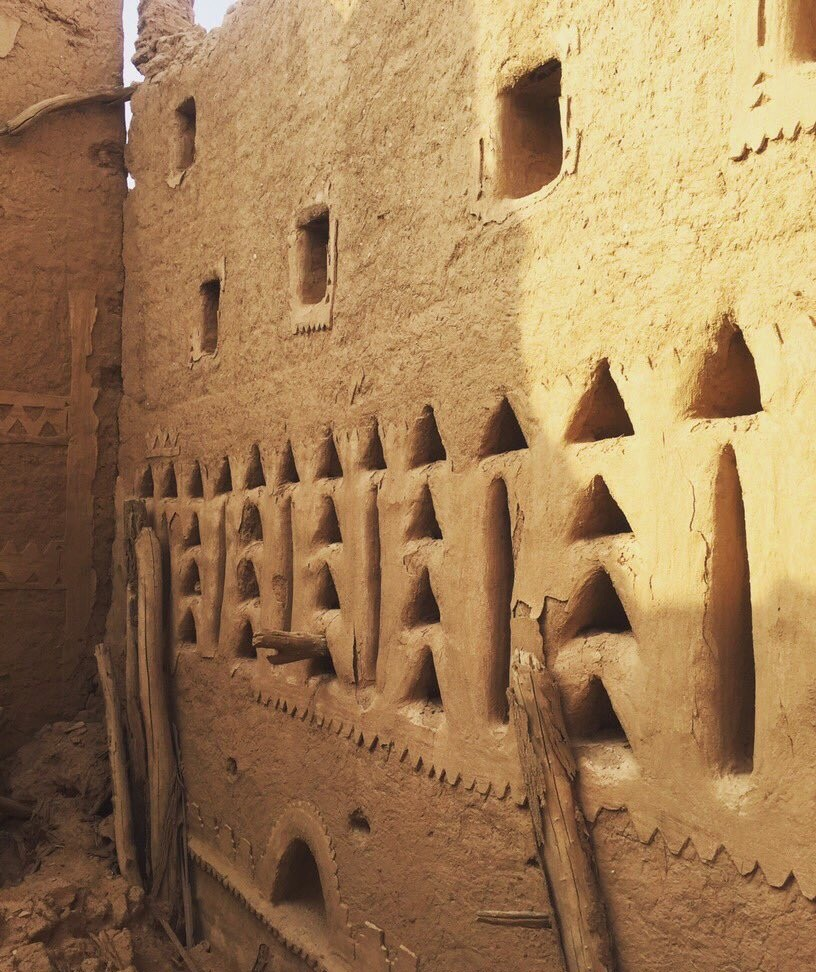
أحد حيطان البلدة

- غالية المباني حاليا غير مستعملة.[1]

## معرض الصور

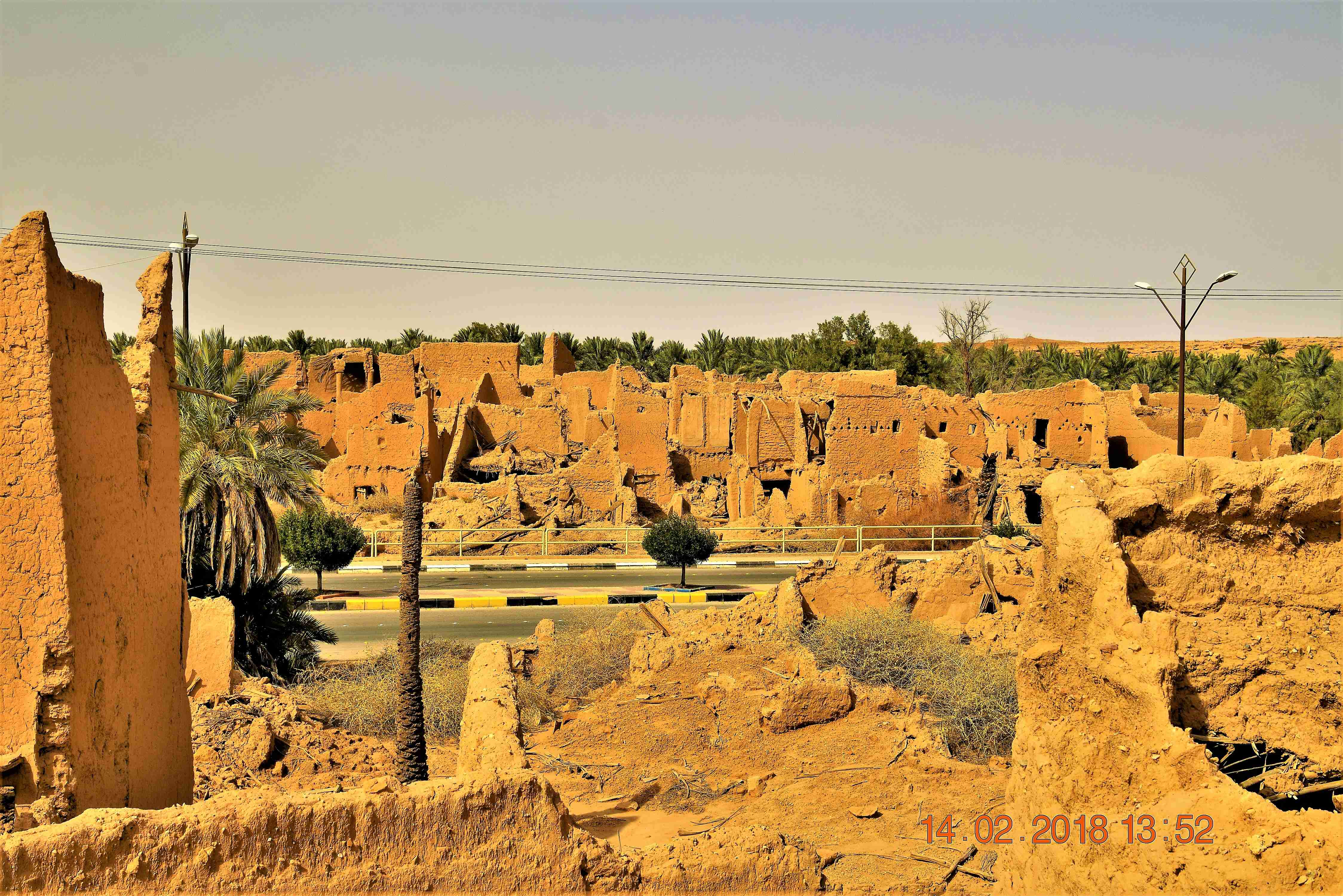
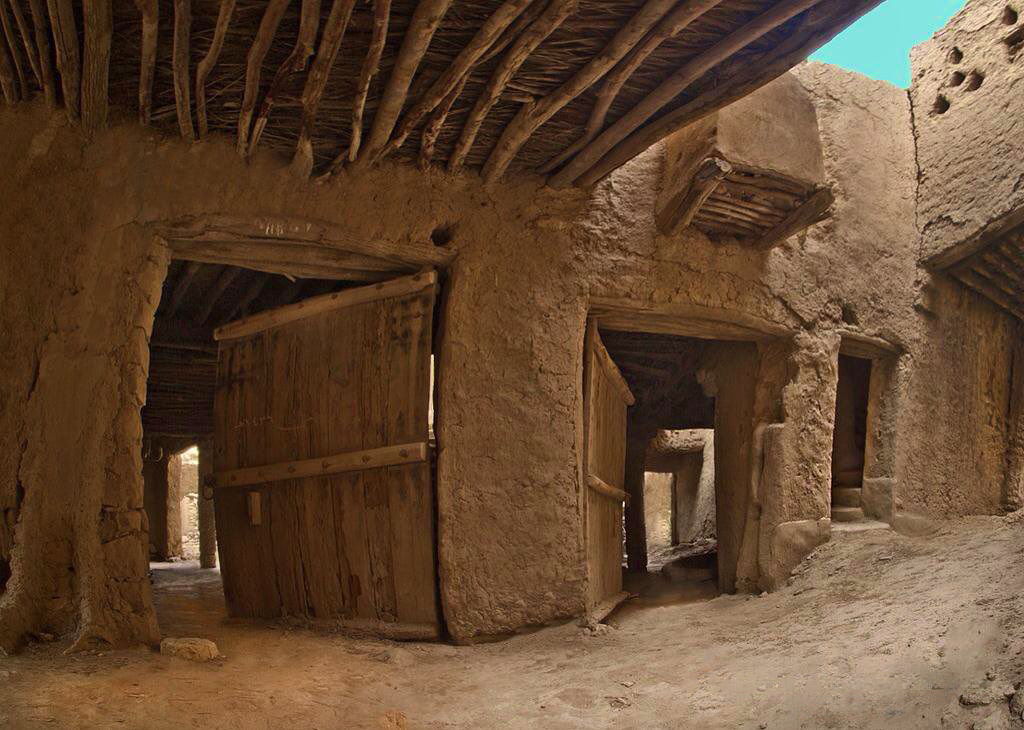
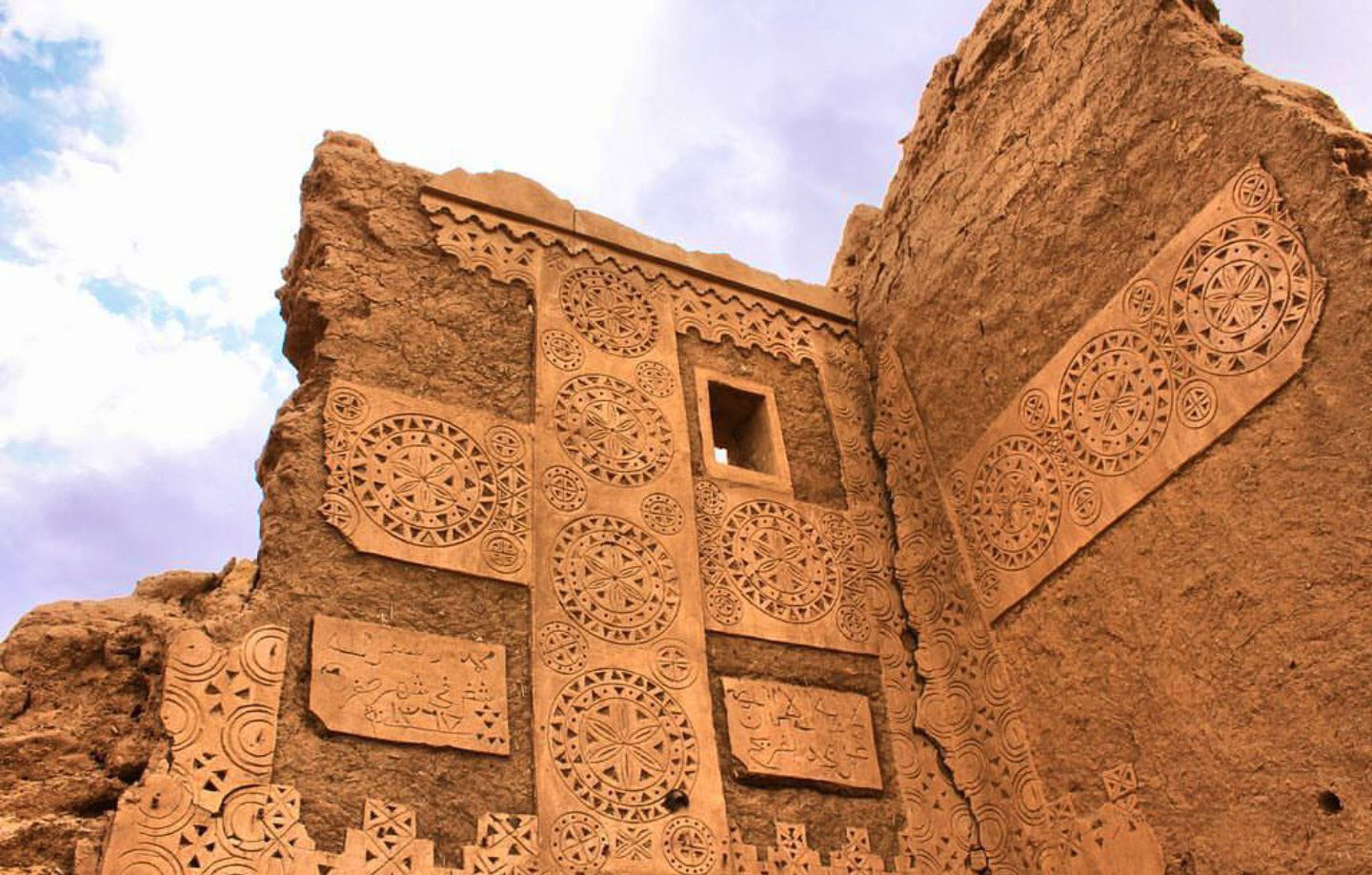